# If I Forget Thee, Oh Earth
If I Forget Thee, Oh Earth (cu sensul Dacă te voi uita, Pământule) este o povestire științifico-fantastică scrisa de Arthur C. Clarke și publicată pentru prima oară în 1951 în revista Future. Povestirea a fost ulterior publicată ca parte a colecției de povestiri Expedition to Earth din 1953. Titlul este preluat din Psalmul 137:5 - Daca te voi uita, Ierusalime - în care autorul textului biblic se plânge pentru îndepărtarea sa din Israel de către Dumnezeu. Temele din povestire exploatează anxietatea predominantă a epocii în ceea ce privește războiul nuclear.

## Povestea
If I Forget Thee, Oh Earth prezintă povestea lui Marvin, un copil care trăiește într-o colonie lunară. Într-o zi, tatăl său (care este om de știință) îl duce la suprafață pentru a vedea ceea ce a mai rămas din planeta Pământ, un fragment strălucitor plin de radiații letale. Tatăl îi spune lui Marvin că Pământul a fost distrus într-un război nuclear. Colonia este ultimul vestigiu al omenirii, dar, fără a avea un scop anume, colonia (și omenirea) va muri. Scopul final al coloniei va fi întoarcerea pe Pământ, chiar dacă trebuie să aștepte nenumărate generații pentru acest lucru. Marvin este profund mișcat și își dă seama că și el va spune această poveste tristă fiului său, iar fiul său o va spune nepotului său, și tot așa până când Pământul va putea fi locuit din nou.
Povestea lui Clarke este o ficțiune post-apocaliptică scrisă ca un protest împotriva Războiului Rece și distrugerii mediului.